# Distrito de Vilque
El distrito de Vilque es uno de los que quince que conforman la provincia de Puno en el departamento de Puno, en el Sur del Perú.
Desde el punto de vista jerárquico de la Iglesia católica forma parte de la diócesis de Puno en la arquidiócesis de Arequipa.

## Historia

### Historia Prehispánica
En la actualidad no se puede precisar con exactitud la etimología y el origen del hombre de vilque, pero sin embargo se puede manifestar que según diferentes teorías se relaciona que proviene desde la época prehispánica vinculada al grupo étnico willcas, (Coronel: 2000,33)
El proceso histórico vilqueño en su trayectoria prehispánica es el mismo que se repite para el altiplano puneño. Una síntesis de arqueología puneña se aproxima a si: las primeras evidencias de la presencia humana en Puno, indican una cronología de 9000 a 7000 años A.C. esto vinculado a estaciones rupestres de pizacoma y quelqatani, las escenas representadas y el material recolectado apuntan a sociedades de cazadores y recolectores, el arte rupestre de Ccochapata en vilque tal vez está asociado a este periodo.
Un segundo momento está representado entre los 4000 años a.c hasta los 8000 años d.c, la primera fecha asocia a la domesticación de plantas y animales.
Por ejemplo la papa (Solanum tuberosum), quinua (Chenopodium quinoa), llama (Lama glama), alpaca (Vicugna pacos), en ese preciso momento aparecen la cultura pukara y tiwanaku como expresión de altas culturas y sociedades complejas. Para vilque según información del registro arqueológico del INC, se ha encontrado cerámica tanto pucara como tiwanaku.
Un tercer momento que va del año 800 a 1400, es el periodo que la arqueología regional ha denominado como los “reinos aymaras” es decir una vez que colapso tiwanaku surgen en el altiplano y más allá de l territorio un conjunto de naciones pequeñas pero independientes. En el territorio de lo que actualmente es el distrito de vilque, donde se asienta el reino colla, el cual deja huella a través de las chullpas y fortalezas. El sur de puno estará ocupado por los lupacas y alrededor del lago y más allá se desarrollara otros reinos como los: canas, canchas, pacajes, carangas, etc.
Finalmente en cuarto momento está definido por la presencia del imperio incaico en la zona, nuevamente en el registro del INc en suelo vilqueño se ha encontrado estructuras y cerámicas netamente incas. (Editado por: JOHN JOSE CASTILLO YUCRA)

## Geografía
Ubicado en el altiplano a una altitud de 3860 m sobre el nivel del mar, a orillas del Lago Titicaca.

## Clima
El clima está marcado por el predominio del frío y heladas, intensificándose en los meses de junio y julio; también se presentan las lluvias, en los meses de octubre a noviembre, teniendo su mayor apogeo los meses de enero y febrero. Las mañanas, en la primavera son calurosas y con ausencia del viento, empero los cambios climáticos nos retrotraen al siglo XVIII, hacen que las características que configuran a las estaciones, varíen alterando el desarrollo de la agricultura, causando perjuicios como sequías o inundaciones; a esta climatología puede ser catalogado como un clima heterogéneo. También su clima es beneficioso para elaborar el charqui, zonifica los cultivos, y la ganadería. (editado por: JOHN JOSE C.Y)
- A.	.- Seco – Frío: mayo – junio – agosto
- B.	.- Seco – Cálido: septiembre – octubre
- C.	.- Lluvioso – Cálido: noviembre – diciembre – enero – febrero
- D.	.- Lluvioso – Frío: marzo – abril

## Población
Según el censo peruano de 2007 la población actualmente es de 3123 habitantes, de los cuales 76.6 % viven en el área rural y el 23.4 % en el área urbana.

## División administrativa
El área total del distrito de 193,29 km², distribuidos entre comunidades campesinas y centros poblados menores.

### Centros poblados
- centro poblado de machacmarca

## Hitos urbanos
Destaca su centenaria plaza de Armas, su hermoso templo colonial y sus pintorescas calles empedradas.

## Autoridades

### Municipales
- 2023 - 2026[2]

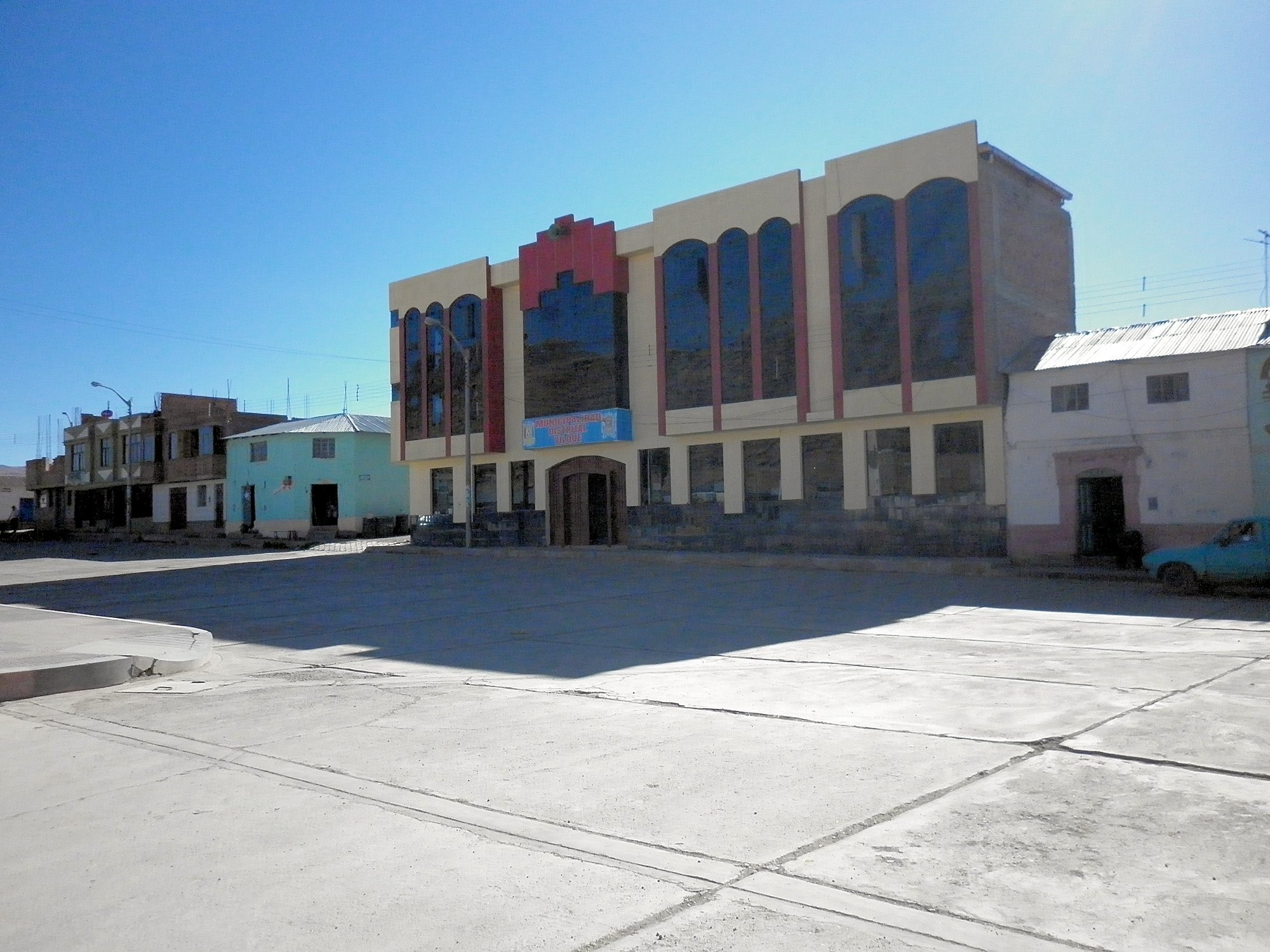
Edificio sede de la alcaldía distrital en Vilque.

  - Alcalde: Edwin Coaquira Ticona, de Partido Reforma y Honradez por más Obras
  - Regidores:

  1. Eusebio Pachacute Coaquira (Partido Reforma y Honradez por más Obras)
  2. Nilda Canaza Choque (Partido Reforma y Honradez por más Obras)
  3. Percy Valdivia Charca (Partido Reforma y Honradez por más Obras)
  4. Virginia Dominga Vargas Coaquira (Partido Reforma y Honradez por más Obras)
  5. Wido Vilca Chura (Partido Reforma y Honradez por más Obras)

### Judiciales
- Juez de Paz: Abog. Poitiers Álvaro Cutipa Yanque

## Atractivos turísticos

### Templos coloniales

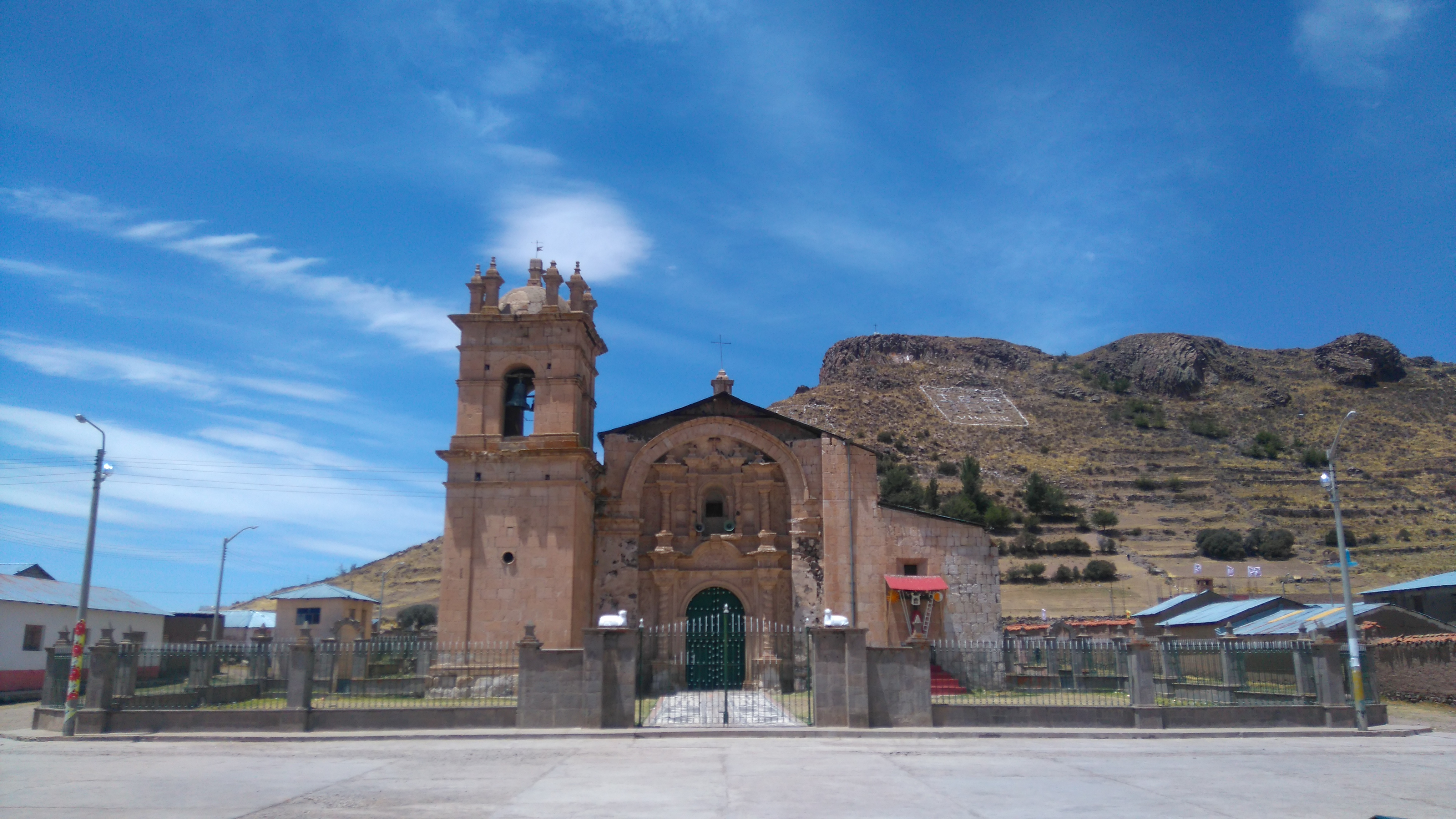
Iglesia de San Martín de Tours en Vilque, la capital distrital.

- Templo colonial de San Martín, en plaza de Armas, Distrito de Vilque. Construido 1761 – 1783 Barroco Andino, altura del Templo 11,5 m aprox. Torre 23 m aprox.

El templo colonial de San Martín se encuentra en el corazón de la plaza de armas del distrito de Vilque con un área de 1.250 m², monumento construido en el año de 1761 y entregado a la población en el año 1783.
La fachada principal, responde a la disposición de dos cuerpos y tres calles, delimitada por un arco sobresaliente que protege el frontis tipo retablo, al medio destacan la puerta principal y encima de ella una hornacina de medio punto, flanqueada en los laterales por seis columnas. Al lado izquierdo se yergue la torre o campanario compuesto por dos cuerpos y al medio de ellos cornizamientos pequeños, remata en una pequeña naranja coronada de chapiteles y cuatro vientos. La cubierta de la nave principal originalmente fue de teja actualmente ha sido sustituida por la calamina.
En la pared exterior izquierda existe otro ingreso lateral. Al medio de dos contrafuertes es la puerta con arco de medio punto y la madera con enchapes de bronce flanquean el acceso dos columnas que en su ménsula están decoradas con flores de acanto en alto relieve, inmediatamente encima de ellas se proyectan dos columnas simples, al medio una hornacina y encima de ella una cruz.
Como indica Gutiérrez (1957) esta iglesia “por tener mucho tiempo de antigüedad está descuidada” se le había edificado un nuevo suntuoso templo de cal y canto, de una nave, todo de bodega, con sus capillas hornacinas a modo de crucero, corniceria, resaltaría, arquería y basamentos, coro y dos tribunas por fuera de sus dos portadas, dos torres, su linterna correspondiente al centro de las iglesia, la que esta coronada de remates y chapiteles fabricada todo de realce y obra prima.
Todo indica que el que construyó el actual templo Vilque en 1761 era cura de Vilque Blas Castellano y Moreno.
Es probable que la fecha consignada en la cartera indique la conclusión de la obra gruesa en 1783, el equipamiento del templo fue lento y con diversas variaciones. Un inventario de 1817 nos dice que había tres altares: uno de dolores, otros de san José y el mayor con frontis tallado y dorado y sagrario con espejos (archivo parroquial Vilque: 1817).
Ya en 1838 se habían agregado varios altares del Carmen, Mercedes y Rosario, destacándose que el altar mayor tenía pilares salomónicos de hermosa talladura. La portada está descrita como con columnas y cornisas labradas de piedra de cantería correspondiente a la fábrica del templo y en el cementerio cerrado del exterior faltaba una cruz de piedra en el medio.
También se había realizado un panteón construido a espaldas de la iglesia a su Sotavento, con 80 varas de largo y 60 de ancho, cercado de adobes, y cerca de la capilla, esta tiene un atrio de 5 arcos de adobes, la capilla estaba bien techada, con buena madera, su cubierta en la portada tenía un cuadro de un esqueleto sobre el altar un lienzo nuevo (Archivo Parroquial Vilque: 1838)
En 1846 el cura Narciso Laguna solicita y obtiene licencia para vender la platería del templo para emprender la construcción de un altar mayor. A si en el mes de febrero del mismo año escribía “se construye con el mayor entusiasmo el nuevo altar mayor de piedra blanca, para estucarlo con el mayor gusto del día, a expensas de doña María del Rivero y asimismo informa que la plata labrada se destinaría al Tabernáculo” (AAC: 1846). Para realizar esta obra se trajeron “alarifes y maestros venidos de Arequipa”, (probablemente Orellana) y en 1847 arribo del Cuzco el maestro escultor Pedro Campana para retocar las imágenes (Archivo Parroquial Vilque: 1846)
En las últimas décadas del siglo XIX se reitera la presencia de apellidos conocidos: el pintor José Orellana arreglo imágenes en 1875, el cantero Mariano Ticona reteja el templo en 1876 y en 1879 se comienza la refacción del panteón “”ya que no era más que un campo descubierto con vestigios de paredes”, trabajando allí los albañiles Leandro Pacori, Mariano Quispe y Pablo Parizaca (Archivo Parroquial Vilque: 1875 - 1909). 
Recién en 1888 se hizo la portada de cal y piedra del panteón, mientras el albañil Cutipa y Mariano Fernández Silva, blanquearon la portada principal del templo (CORONEL 2000)
Inicialmente este pequeño poblado fue organizado como la parroquia de mañazo, comenzó a alcanzar auge en función de las importantes ferias que congregaban arrieros artesanos y agricultores del alto Perú, de Tucumán é inclusive de Chile y que duraban 15 días. A ello se había sumado la fuerte veneración del “Cristo de Vilque” que convirtió el Templo Colonial de San Martín en uno de los santuarios más concurridos, debido al gran crecimiento de feligreses. (Romero, 1928).

#### Estado de conservación
- Base de la torre deteriorado y erosionado por la acción del tiempo, entre piedra y piedra crecen arbustos que abren las juntas con el peligro de caer el edificio por estar expuesta a la intemperie afectando poco a poco.
- El templo propia mente dicho bases y paredes en estados de agrietamiento y humedecidos por falta de mantenimiento de canaletas y chorreras, porque viven palomas y aves nocturnas.

### Templo colonial de Cotaña
Se ubica a 8 km de la carretera Vilque – Cabana, Comunidad de Cotaña. Distrito de Vilque. Área de 288 m² aprox. de 1803. Altura del Templo 7.5 aprox. Torre 15 m aprox.
Se encuentra ubicado en la comunidad de Cotaña, que según la historia oral en esta zona, primaba la explotación del hombre por el hombre donde la orden de los jesuitas y la familia Olivares fueron los más beneficiados, pero el espíritu de liderazgo de habitantes andinos surgió la gran liberación y en la actualidad los moradores son dueños de las extensiones de tierra y de los animales que se producen en grandes cantidades y son los próximos en lograr la fuente lechera del altiplano puneño.
El templo de Cotaña es un monumento histórico, templo de calycanto, construida en 1803 en tiempos de la hacienda negociación yanarico Ltda. Posteriormente SAIS Yanarico Ltda.
La fachada principal está construida en material de tufo volcánico o sillar, la mampostería (construcción) utiliza para las juntas argamasa de calicanto. El frontis es más sobrio respecto a la fachada de la iglesia de San Martín, prácticamente de un solo cuerpo que la configura mayormente la puerta principal (hoy defendida por rejas para evitar recurrentes robos de antes)
Este portón está flanqueado por dos columnas tipo jamba que superan la altura de la puerta, tiene doble capitel, a partir del segundo corre el cornizamientos. Inmediatamente en lo que podría denominarse “el segundo cuerpo” se encuentra labrada una hornacina sobre la base de motivos de flores, y un querubín embusto cierra el arco de la hornacina, en las pequeñas jambas laterales nuevamente se ha labrado motivos de maseteros y flores, sobre los cuales descansa un cornizamiento con forma de arco. La parte superior de la nave central y la cubierta remata en tres chapiteles.
La nave central exteriormente tiene contrafuertes (columnas) en ambas paredes, finalmente igual que en la iglesia de San Martín posee una torre al lado izquierdo de la misma factura de la anterior, es decir dos cuerpos, media naranja, chapiteles y cuatro vientos.
En su interior la iglesia está tallada en madera y revestido en pan de oro con hermosos cuadros y pinturas, que muchos de ellos fueron sustraídos por ladrones. 
Al igual que el templo San Martín el santuario de Cotaña también cuenta con 4 campanas los mismos que fueron fabricados en 1734 por los pobladores de la zona.
La obra colonial fue culminada y entregada a los feligreses en el año de 1803 obre que fue concretizada por los dominicos que los dominaron a toda la hacienda Cotaña porque en ella se producía grandes cantidades de ovinos, vacunos y era el centro de exportación de queso, lana, charqui y otros.

#### Estado de conservación
Se halla en estado regular, las paredes exteriormente muestran agrietamientos. La mampostería de sillar se abre cada vez más, producto de la erosión pluvial y el crecimiento de la vegetación entre las juntas, estos fenómenos han producido humedad y desprendimientos en el interior del templo producto de ello va cambiando su color, y la original estética lítica (piedra). También el deterioro se produce por las inclemencias del tiempo, rayos, animales nocturno que han hecho de su hábitat las estructuras, los cambios intensos del sol de día y las noches heladas ha fracturado las bóvedas de calicanto.

### Torres funerarias o Chullpas de Cochapata
Se ubica a 13 km de Vilque comunidad Ullagachi, a orillas del lago Umayo. Chullpas o ayawasis Ccochapata; torres funerarias – sitio arqueológico. Área 4 ha ; de 800 – 1400, Intermedio Tardío
El término CHULLPA se utiliza en la literatura etnoarqueologica en diferentes sentidos. Aplicado en sentido más amplio, se refiere a la expresión cultura CHULLPA, como una fase cultural que no es ni Tiwanaku ni Inka y que ubica en el tiempo entre el Tiwanaku decadente y la expansión del imperio quechua. Con un significado similar, se usa también la palabra para denominar una cerámica que no tiene ni rasgos Inkas ni elementos del estilo Tiwanaku. En sentido más concreto, sin embargo, el término CHULLPA denomina o se refiere a determinado tipo de tumbas sin limitarse con ello a un tipo determinado de construcción. Tal palabra se emplea como la denominación de tumbas en una extensión bastante amplia que va desde el noroeste argentino hasta el centro del Perú. Entre ellas asimismo se toman en cuenta las CHULLPAS de piedra, al igual que aquellas de adobe. Ambos tipos fueron todavía erigidos por los nativos de la región mencionada en tiempo de la conquista. Las tumbas de adobe se difundieron en un área más pequeña, entre el altiplano boliviano, desde el límite sur del lago Titikaka y el del Popoó y fueron típicas de los habitantes de ese entonces, o sea kollas o aymaras. (1994)
Entre las tumbas de los antiguos aymaras, las más renombradas son aquellas CHULLPAS situadas cerca del jatunkolla, la antigua capital de los kollas, más arriba de la hacienda sillustani, torres sepulcrales que por una planificación soberbia, se encuentran en la meseta de una colina entre dos cerros. Con ello legaron los antiguos, grandes y magníficos monumentos a sus soberanos y hasta la llegada de los buscadores de oro europeo, se constituyeron en sepulcros imperecederas, eternos, desde los cuales podían ver la tierra denominada por ellos en viada, el majestuoso territorio indio al lado del lago Umayo. La característica más sobresalientes de dichas construcciones, como es sabido, radica en su forma cónica invertida. El segundo aspecto que sobresale para el espectador es el revestimiento de piedra labrada impecablemente colocado y que muestra dimensiones impresionantes. En el sitio hay ejemplos hasta 2,75 m de extensión exterior. El interior destrozado y revuelto, sin embargo, todavía se puede estudiar el hoyo de una tumba circular con pequeñas piedras que se estrechan al interior. A si se explica también el agotamiento del lado interno de la piedra que servía para la unión de varios bloques mediante una mezcla de adobe. Sin una decoración ornamental, descansa el efecto obtenido en esas torres en la línea arquitectónica y en la piedra escogida, cuya impresión impacta por el contraste de colores.
Las chullpas o chullpares están diseminados por todo el altiplano andino se encuentran unas edificaciones de piedra, adobes o mixtas (es decir, de piedra y barro) legado de las etnias aymaras post Tiwanaku. Baldelier pensó que se trataba de depósitos para almacenar alimentos y posnansky insistió, hasta el final, en que eran viviendas. Sin embargo, en el estado actual de las investigaciones el criterios es unánime respecto a que se trata de unidades de entierro. Quizás los informes más abundantes en datos al respecto sigan siendo los publicados por ponce hace más de tres decenios en la revista KHANA. En la clasificación troquelada por rydén para las tumbas del área altiplánica, se encontrarían dentro del primer grupo. (Sagárnaga: 2000,33)
Ludovico bertonio, el acusioso jesuita de finales del siglo XVI, indica que con el nombre de CHULLPA se denomina a una especie de cesto para envolver o depositar al difunto. Dato importante si se considera que ese apelativo recibe, hoy día, la momia y no el tejido que la recubre.

#### Descripción
Las chullpas de Ccochapata se encuentran al frente del complejo arqueológico de sillustani lugar en el que también existen chullpas. Su ubicación es privilegiada porque circunda el Lago Umayo. El chullperio está compuesto por aproximadamente sesenta de estas torres funerarias que los pobladores de la zona las denominaban ayawasis( casa de los muertos - quechua), jurisdiccionalmente se asientan en la comunidad campesina Ullagachi. 
El material que se utilizó para la construcción es el sillar de color rosáceo a gris las piedras en algunos casos han sido labrados, la mampostería en general está constituida sobre la base de piedras pircadas y la argamasa (cemento) es de paja y barro, la forma de construcción responde a la planta circular y proyección en torre, la puerta o el acceso está orientada al este.
La arquitectura de las chullpas está vinculada cronológicamente al periodo horizonte intermedio tardío desarrollado entre el año 800 – 1400 periodo arqueológico en el cual se desarrollaron un conjunto de reinos y confederaciones en la meseta del collao y más allá de esta. Por tanto las chullpas de Ccochapata tienen filiación cultural con el señorío colla, puesto que este grupo étnico es el que ocupó esta zona.
Finalmente las chullpas en las sociedades prehispánicas puneñas sirvieron de mausoleos funerarios erigidos (construidos) para los dignatarios, jefes o mallkus de estas sociedades.

#### Estado de conservación
Existen unas sesenta chullpas trabajado con piedras tallada la mayoría se encuentra pésimo estado de conservación. Producto del transcurso del tiempo y también por obra de la propia mano del hombre del otro lado pudimos constatar que lo bloques del sillar de las antiguas chullpas se utilizan en la actualidad en la construcción de las viviendas, arcos y otras construcciones de carácter doméstico.

### Arte rupestre de Ccochapata
El arte rupestre, es entre los fenómenos de la cultura una modalidad de expresión artística y de una parte del material arqueológico, el arte rupestre es uno de los más difíciles de analizar é interpretar y los más esquivos a la sistematización racional.
El arte rupestre es tal vez una de las primeras expresiones del sentimiento humano, esta manifestación se ha dado, y se da en todos los sitos del mundo, en América, se encuentra diseminada a lo largo y ancho de la cordillera de los andes, desde Colombia hasta Magallanes, y desde las costas del pacífico hasta las costas del Atlántico, estando en mayor proporción en el Perú, Bolivia, Chile y Argentina.
Dentro de los diversos intentos por definir el arte rupestre esta el de JoseEchevarria: “signos ó representaciones especialmente sobre roca, incisos ó pintados que dan la sensación de representar formas primitivas de comunicación”.
Roger Ravines es a mi entender, quien mejor se ha acercado a precisar lo que es el arte rupestre, en el manifiesta “con la expresión arte rupestre se denomina a las manifestaciones gráficas, grabados y pintado, que utilizan como soporte una superficie rocosa, independientemente de sus cualidades ó dimensiones, pueden ser las paredes de abrigos, cuevas ó peñascos, a si como rocas aisladas o agrupadas en campo abierto”
- Ubicación		: a 11 km de Vilque, comunidad Ullagachi
- Nombre		: arte Rupestre de Ccochapata
- Tipo De Sitio		: paredón rocoso
- Área			: 10 m² aproximadamente
- Cronología		: arcaico aprox. 3000 A.C

#### Descripción
El paredón rupestre de Ccochapata se encuentra ubicado a 11 km del distrito de vilque, junto al complejo arqueológico de las chullpas y a las orillas del lago umayo, sobre el soporte rocoso han dejado como testimonio su forma de pensar y entender el mundo, un conjunto de motivos, de difícil descripción y explicación. Por un lado su distribución en la parte más alta del abrigo y en otro lado la indefinición de las imágenes. Sin embargo han utilizado de la técnica de la pintura en color rojo oscuro, para pintar 10 camélidos esquematizados (probablemente llamas por la expresión corporal, en distintos tamaños y posiciones)
El repertorio de imágenes con fauna también nos muestran tarucas y zorros nuevamente pintados en color rojo, finalmente también se aprecia la silueta de un ser antropomorfo (hombre), probablemente mujer.
```
Aparentemente rompiendo, la técnica y el contexto asociado han grabado con la técnica del bajo relieve superficial aparentemente una figura que los pobladores de la zona asocian a la figura de una tortuga.
```

La representación de camélidos, zorros, tarucas y elementos simbólicos en el arte rupestre prehispánico está vinculado a su mundo mágico – religioso.
Las sociedades arcaicas (tempranas) como las complejas en el altiplano puneño consideraron a los camélidos (llama, alpaca) como parte vital en sus ciclos de producción, los camélidos aportan proteínas a través de su carne, abrigo a través de su fibra y un conjunto de utensilios de la utilización de los osamentos. Es decir estos animales juegan un rol importante en la propia sobrevivencia de las sociedades andinas prehispánicas, hombre y animal tenían que establecer una relación dialéctica, y armoniosa lo que los permitía conservar y reproducir los rebaños en el ciclo agropecuario. Las pinturas rupestres de Ccochapata evocan la ansiedad y la necesidad de garantizar la vigencia de los camélidos probablemente la función del arte era de esperar y propiciar al espíritu de los animales.

#### Conservación
Se encuentra en regular estado de conservación, afectada por el crecimiento de la maleza y el desconocimiento de la comunidad de la existencia de este legado histórico, que deberían conservar.

### Fortaleza de Ayavile
Los sistemas arqueológicos definidos como fortalezas o conocidos comúnmente por los campesinos en el departamento de puno como “pucaranis ó pucaras”, han sido definidos por Hyslop como: poblados amurallados de cumbre, este grupo de asentamiento se caracterizan por su ubicación en lo alto de los cerros, generalmente a una altitud media de 4000 m s. n. m. parece ser que sus constructores buscaron espacios altos y de difíciles accesos, con laderas de fuertes pendientes o escarpados, pero con cumbres de topografía más suave. La búsqueda de estos espacios lleva a que las poblaciones se ubiquen hacia la cordillera, pero sin abandonar ni alejarse demasiado de sus espacios productivos (áreas agrícolas y productos laustres) de modo que se establecieron en los cerros más próximos a sus poblados.
Un elemento característico y definitorio de estos poblados son las grandes murallas que los circundan de dos o más anillos concéntricos. La topografía por lo general presenta escarpados que eliminan o solamente limitan las posibilidades de acceso, construyendo una defensa natural; pero en aquellos sectores en que la pendiente es más suave, ha sido protegida con la construcción de murallas; este aspecto topográfico determinara la mayor o menor longitud total de murallas construidas, en cada sitio. En algunos sitios, se observa puertas de 1 a 2 m de ancho, están ubicadas de manera espaciada dentro de las murallas.
Es evidente que este sistema defensivo buscó proteger a la población al interior de ella.
- Ubicación 		: a 10 km De vilque, comunidad de cayrani – muñachupa (4.000)
- Nombre		: Fortaleza de Ayavile
- Tipo de Sitio		: poblados amurallados de cumbre
- Área 			: 6 ha
- Cronología		: periodo intermedio tardío

#### Descripción
La fortaleza o poblado amurallado de cumbre se encuentra ubicado a 10 km en dirección del distrito de vilque. Todas las estructuras arqueológicas se asientan en la cumbre del cerro denominado Muñachupa a una altitud de 4000 m s. n. m. como es recurrente en este tipo de estructuras arqueológicas que se encuentran diseminadas en todo el altiplano puneño, la geografía del cerro es accidentada apareciendo en la topografía afloramientos rocosos y farallones que hacen inaccesible llegar a la cima de la montaña que se caracteriza por ser plana o tipo meseta.
La arquitectura que rodea la corona de la cumbre está construida sobre la base de una mampostería de medianos y grandes bloques unidos con argamaza de barro que definen el muro defensivo o la fortaleza propiamente dicha, la altura predomina entre 1,5 a 2 m y en algunos casos el muro defensivo es doble, es decir que corre en forma paralela.
En medio de esta fortaleza está asentado las estructuras del pueblo propiamente dicho. Se caracteriza por presentar aparentes sistemas habitacionales de planta rectangular y otras circulares. El entrelazado de las estructuras configuran como calles y pasadizos angostos. Finalmente también encontramos espacios de cementerios manifestado por las chullpas.
La tradición oral conservada en los pobladores de la zona vinculan el sitio arqueológico como el lugar donde vivían los indígenas willcas y que debido a un clima favorable que impera en la alta montaña practicaron la momificación natural de allí que asocian al sitio con el nombre de chullpas de ayavile.

## Chullpas de Muñachupa
Las chullpas de muñachupa - cayrani, se encuentran ubicadas a 11 km del distrito de vilque, a 3.870 m s. n. m. de altura, siendo el lugar poco accesible, debido a una geografía accidental y poco conocido.
Las características en la mampostería, sistema constructivo de trabajo sobre el lito (piedra) vincula directamente con las mismas formas constructivas de la chullpas de sillustani. Los bloques pétreos que rodean la bóveda funeral tienen fino acabado, han sido tallados, en el frontis de la puerta de acceso se encontró iconografía trabajada en alto relieve.
En el sitio arqueológico existen 2 chullpas: la chullpa de Aziruni (serpiente) y la chullpa de jampatuni (sapo - anuro). La chullpa de Aziruni también es conocida como la chullpa de la serpiente, debido a que en un bloque de la mampostería de piedra se ha labrado con la técnica del alto relieve la figura de un ofidio. El acceso al interior de la torre funeraria como en todo el altiplano está orientada al este o salida del sol. A unos 20 m aproximadamente se encuentra la chullpa de jampatuni conocida también como la chullpa de sapo, puesto que hace pocos años al lado derecho del acceso estaba labrada la figura en alto relieve de un anuro.
En la cosmovisión andina la representación tanto de anuros como ofidios es recurrente y está vinculado con su mundo ideológico, el que asocia animales como indicadores en los ciclos agrícolas, los sapos de acuerdo a los estudios de la etnografía para el pretérito como la actualidad comunican lapresencia de la lluvias, que en sociedades de secano como las andinas eran importantes para predecir la producción agropecuaria, de esta manera estos “animales” se caracterizan y los evocan en todas sus manifestaciones de carácter mágico – religioso.
Si las chullpas anteriormente descritas tienen parecidos formales y constructivos con las de sillustani podemos inferir entonces que los monumentos funerarios responden cronológicamente y cocotológicamente al horizonte tardío es decir la presencia inca en el altiplano pùneño.
Al interior de las torres funerarias se enterraron aparentemente a la clase dirigente o política. Ciertamente la construcción de mausoleos andinos prehispánicos estaban adscritos a gente de poder, la arqueología a través de los documentos etnohistóricos ha podido señalar que los mallkus o señores eran enterrados en posición fetal y acompañados del ajuar funerario y en algunos casos con personas que en la vida real lo acompañaban.

### Conservación
La chullpa de Aziruni se encuentra en regular estado de conservación, la mampostería de la parte superior prácticamente a colapsado. La chullpa de janpatuni esta en mal estado de conservación, prácticamente existen los cimientos y las primeras hileras de la mampostería pétrea, lo que permite apreciar la construcción de la bóveda falsa en el interior.

## Festividades
- Febrero
  - Fiesta de la Candelaria (Puno)
- Marzo
  - Carnavales
- Abril
  - Fiesta de Semana Santa
- Mayo
  - Aniversario del distrito (2 de mayo)
- junio
  - Feria internacional PENTECOSTES-
- Julio
  - Fiestras Patrias
- Septiembre
  - Fiesta patronal: Virgen de la Merced